# 植物生態学研究室
植物生態学研究室（しょくぶつせいたいがくけんきゅうしつ）は、大学や研究機関で植物学のうち、植物生態学についてテーマを掲げ研究している研究室。
植物生態学研究室のある大学は以下の例の通りで、所属する学部学科の種類も多岐にわたる。ただし植物生態学研究室という名称を使用していなくとも、植物生態学も研究している研究室は多い。
- 石川県立大学 環境科学科部門 植物生態学研究室
- 茨城大学 理学部 生物科学コース/多様性生物学分野 生態学研究室
- 岩手大学#学部・学科 地域政策課程
- 大阪市立大学#研究科 理学研究科 (植物機能生態学研究室)
- 岡山理科大学#学部 生物地球学科
- 香川大学#学部
- 北里大学#学部 生物環境科学科 里山環境学研究室（植物生態学系）
- 京都産業大学#学部 生命資源環境学科 (植物生態進化発生学研究室)
- 神戸女学院大学#学部・学科 環境・バイオサイエンス学科
- 高知大学#学部 理学科 自然環境科学科 生物科学コース
- 理工学研究科
- 島根大学#学部 生物学科
- 国立研究開発法人 森林研究・整備機構 森林総合研究所 (植物生態研究領域)
- 東京大学大学院理学系研究科 生物科学専攻
- 東北大学大学院農学研究科・農学部 海洋生物科学コース（水圏植物生態学研究室）
- 東北大学大学院理学研究科・理学部 生物学教室
- 東京農工大学 生物生産学科（植物生態生理学）
- 東京農業大学#学部教養分野 植物生態学研究室
- 東邦大学#学部 生物学科 植物生態学研究室
- 富山大学 理学部 生物圏環境科学科協力講座 大学院理工学研究部地球生命環境科学専攻
- 鳥取大学 乾燥地研究センター（植物生理生態学研究室）
- 長崎大学海洋環境科学 (水圏植物生態学研究室)
- 新潟大学 フィールド科学人材育成プログラム
- 八戸工業大学#設置学部及び学科、専攻 バイオ環境工学科
- 弘前大学#学部
- 広島大学#研究科 総合科学研究科
- 北海道大学#研究科地球環境科学院 生物圏科学専攻 地球環境 の植物生態学研究
- 明治大学#農学部 農学科 および 大学院農学研究科 農学専攻（応用植物生態学研究室）
- 山形大学#学部 生物学科生物学コース・生物学分野
- 山梨県環境科学研究所 山梨県富士山科学研究所
- 横浜国立大学 都市科学部
- 早稲田大学教育学部（環境生態学研究室）